# Братск
Братск (рус. Братск) град је у Русији у Иркутској области у Источном Сибиру. Налази се на реци Ангари. Према попису становништва из 2010. у граду је живело 246.348 становника.

## Историја
Град су основали руски насељеници 1631. године као војно упориште. Сачувано је неколико дрвених торњева из 17. века. Град се почео развијати средином 20. века, изградњом једне хидроелектране. 

## Становништво
Према прелиминарним подацима са пописа, у граду је 2010. живело 246.348 становника, 12.987 (5,01%) мање него 2002.
| 1959.  | 1970.   | 1979.   | 1989.   | 2002.   | 2010.   |
| ------ | ------- | ------- | ------- | ------- | ------- |
| 15.814 | 155.362 | 213.725 | 255.705 | 259.335 | 246.319 |

## Привреда
Поред хидроелектране у Братску постоји фабрика алуминијума, највећа у Русији. Такође, велики је и погон за прераду дрвета. Ту је и фабрика хлора.

## Образовне институције
У граду постоји огранак Иркутског државног универзитета.

## Партнерски градови
- Нанао
- Zibo